# Проституция в Грузии
Проституция в Грузии является нелегальной деятельностью, но практикуется повсеместно, особенно в Тбилиси.

## Законодательство
Женщин вывозят из страны для занятия проституцией в страны Евросоюза.
Наказание за торговлю людьми — до 15 лет.
Александр Налбандов, специалист по правам человека: 
В соответствии с нашим законодательством проституция и содержание публичных домов — уголовно наказуемое занятие. Если нам удастся легализовать их, как некоторые надеются, мы, таким образом, легализуем секс-услуги, что неприемлемо. Представим, что проститутка становится полным владельцем и отношения с государством контролируется законами собственничества. Ей придется платить налоги… Не могу представить, что женщина в Грузии станет [проституткой] по собственному желанию; как правило, это случается из-за чрезвычайных социальных проблем.
.